# Mostra
Per mostra, che deriva dal verbo mostrare, nel senso di esibire, far vedere, s'intende (in genere) un luogo o un evento dove si collocano in visione al pubblico: oggetti, opere, manufatti. Con questo significato il termine esposizione è un sinonimo di mostra.

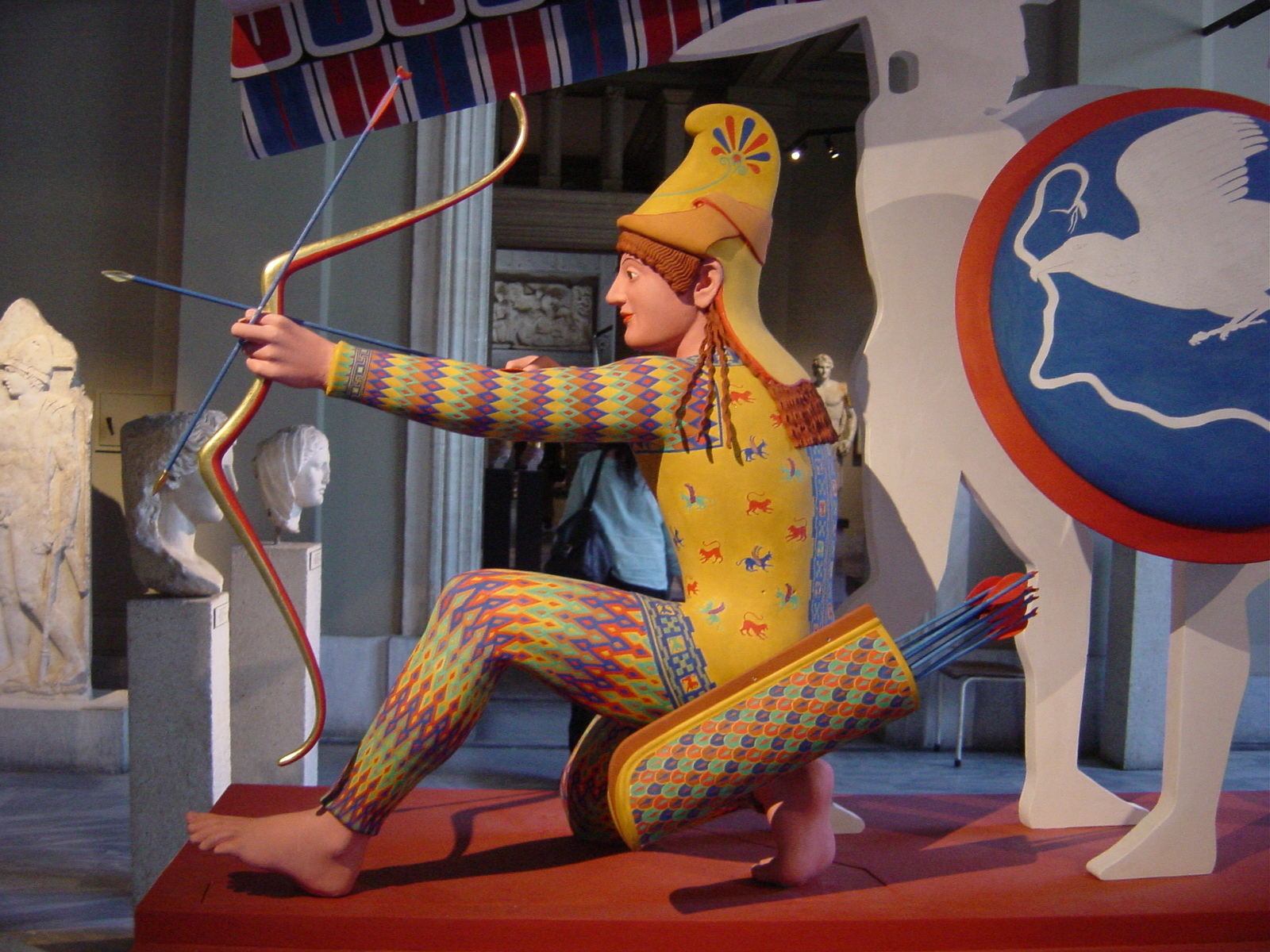
Istanbul - Mostra sul colore nell'antichità

Per estensione, anche l'edificio o i padiglioni - fissi o temporanei - nei quali è allestita l'esposizione, vanno sotto il nome di mostra.
Una mostra può avere finalità promozionali, di vendita, di documentazione; può essere permanente, temporanea, o ricorrente; può essere specifica, riferita a singole categorie di oggetti, periodi, autori oppure generalista o collettiva. Le mostre ricorrenti possono essere festival, biennali, triennali, quadriennali, quinquennali; questo genere di eventi culturali ricorrenti è genericamente definito e analizzato criticamente come biennale.

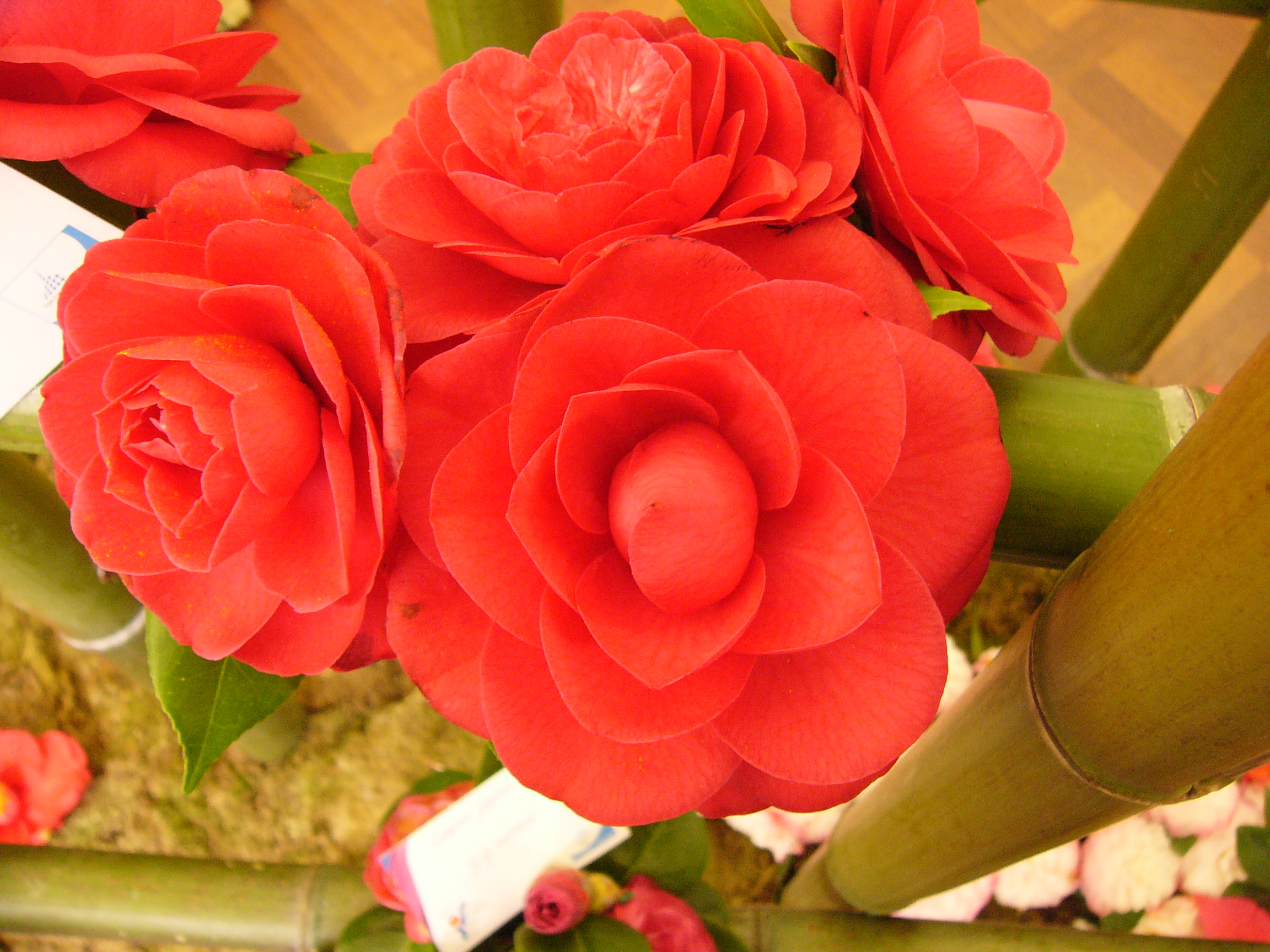
Verbania - 41ª Mostra delle camelie

## Finalità di una mostra
Una mostra viene allestita per le più svariate finalità. Ne elenchiamo alcune:

### Finalità culturali/didattiche
- Presentazione critica di opere d'arte;
- Rassegne filologiche o storiche;
- Ricorrenze di artisti, periodi, eventi.

### Finalità promozionali/istituzionali
- Luoghi, paesaggi, ambienti turistici;
- Attività o progetti di pubbliche amministrazioni;
- Ricorrenze, attività, progetti di aziende;
- Attività e lavori di scuole, istituti, università.

### Finalità commerciali
- Oggetti d'asta;
- Eventi ricorrenti o estemporanei per tema (fiere);
- Produzione di artisti;
- Produzioni settoriali artigianali o industriali.

## Risorse necessarie e ruolo deifinanziatori
L'allestimento di una mostra richiede l'impiego di molte risorse finanziarie e organizzative.
Per le mostre non aventi finalità commerciali il reperimento delle risorse viene effettuato con:
- Risorse proprie dell'organizzazione o istituzione promotrice;
- Lavoro volontario;
- Contributi di Enti Pubblici;
- Coinvolgimento di sponsor.

I finanziatori non rivestono importanza solo come apportatori di mezzi finanziari, ma, sebbene traggano un beneficio di immagine per aver sostenuto una determinata iniziativa, sono decisivi per aumentare la visibilità e la considerazione che il potenziale pubblico riceve dall'apprendere che un certo ente, una banca o una determinata azienda sostengono l'iniziativa.